# Bomba de calor

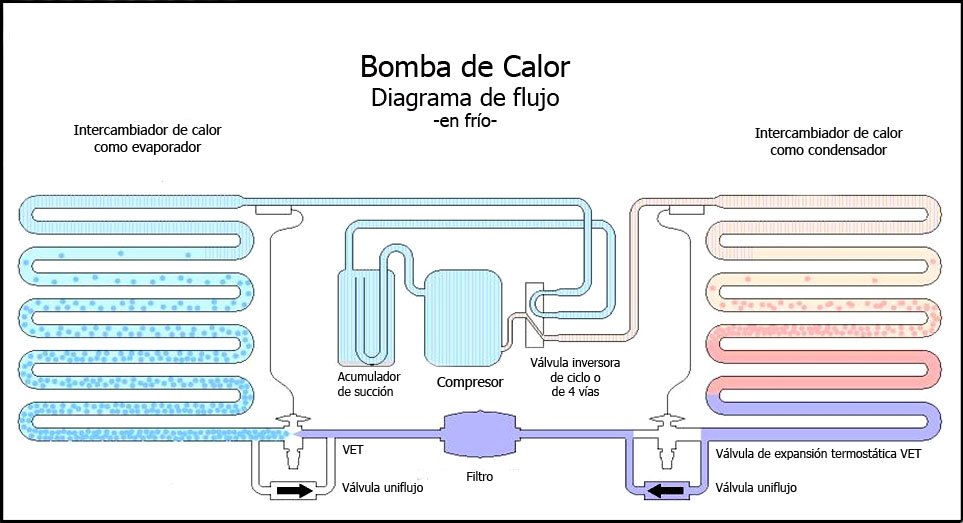
Diagrama de flux d'una bomba de calor.

Una  bomba de calor  és una màquina tèrmica que permet transferir energia en forma de calor d'un ambient a un altre, segons calgui. Per aconseguir aquesta acció cal una aportació de treball d'acord amb la segona llei de la termodinàmica, segons la qual la calor es dirigeix de manera espontània d'un focus calent a un altre de fred, i no a l'inrevés, fins que les seves temperatures s'igualen.
Aquest fenomen de transferència d'energia calorífica es realitza -principalment-mitjançant un sistema de refrigeració per compressió de gasos refrigerants, la particularitat rau en una vàlvula inversora de cicle que forma part del sistema, la qual pot invertir el sentit del flux de refrigeració, transformant el condensador en evaporador i viceversa.

## Usos
El principi de la bomba de calor es fa servir en sistemes de climatització o HVAC, així com en sistemes domèstics d'aire condicionat, ja que el cicle reversible que té aquest sistema atorga la possibilitat tant d'extreure com d'ingressar energia al medi - "refredar" o "escalfar" - amb un mateix equip, controlant arrencades, parades i el cicle reversible, de forma automàtica. Gràcies a la seva versatilitat, és possible trobar bombes de calor tant per escalfar una piscina com per controlar l'ambient d'un hivernacle.
La bomba de calor com a sistema, els darrers anys s'ha adaptat a altres utilitats. Aquest aparell s'utilitza per a la producció d'aigua calenta sanitària, utilitzant l'energia continguda a l'aire per escalfar l'aigua, sistema anomenat aerotèrmia. El transport de l'energia des de l'aire que la conté fins a l'aigua que s'escalfa es realitza gràcies a la utilització d'un gas frigorífic.
També s'està aplicant el sistema bomba de calor a instal·lacions de calefacció d'habitatges i d'espais tancats. En aplicar aquest sistema, la mateixa instal·lació permet d'escalfar i de refredar l'habitatge o estança.
En l'actualitat, i darrere de l'estalvi energètic, cada vegada és més usual trobar arranjaments de bombes de calor assistits per col·lectors solars i en sistemes geotèrmics.

## Tipologies
Segons el mitjà en el que operen tant  l'evaporador ( aigua, terra , aire ) com el condensador  ( aigua , terra , aire ), es poden considerar diferents tipologies de bombes de calor.
El primer terme correspon al mitjà on s'absorbeix la calor ( evaporador ) i el segon terme correspon al mitjà on es cedeix la calor ( condensador )
- Aire - Aire: l'evaporador pren la calor de l'aire exterior i el condensador cedeix la calor a l'aire del local a calefactar. És un exemple de calefacció.
- Aigua - Aire: l'evaporador pren la calor de l'aigua, que pot ser una xarxa municipal, una capa subterrània, un llac, i el condensador cedeix la calor a l'ambient. En aquest cas, la temperatura de l'aigua ( focus fred ) es manté per sobre de 7-8°C, millorant el coeficient COP.
- Aire - Aigua: l'evaporador pren la calor de l'aire exterior i el condensador la cedeix a aigua emmagatzemada en un dipòsit o d'un circuit tancat. És el cas de la calefacció d'edificis amb radiadors d'aigua calenta. També pot ser útil per a produir aigua calenta sanitària i també per a escalfar l'aigua d'una piscina.
- Aigua - Aigua: l'evaporador pren la calor d'una massa d'aigua i la cedeix a una altra. És el cas de processos industrials.
- Terra - Aigua : l'evaporador, enterrat, pren la calor de la terra i el condensador la cedeix a una massa d'aigua.

## Funcionament

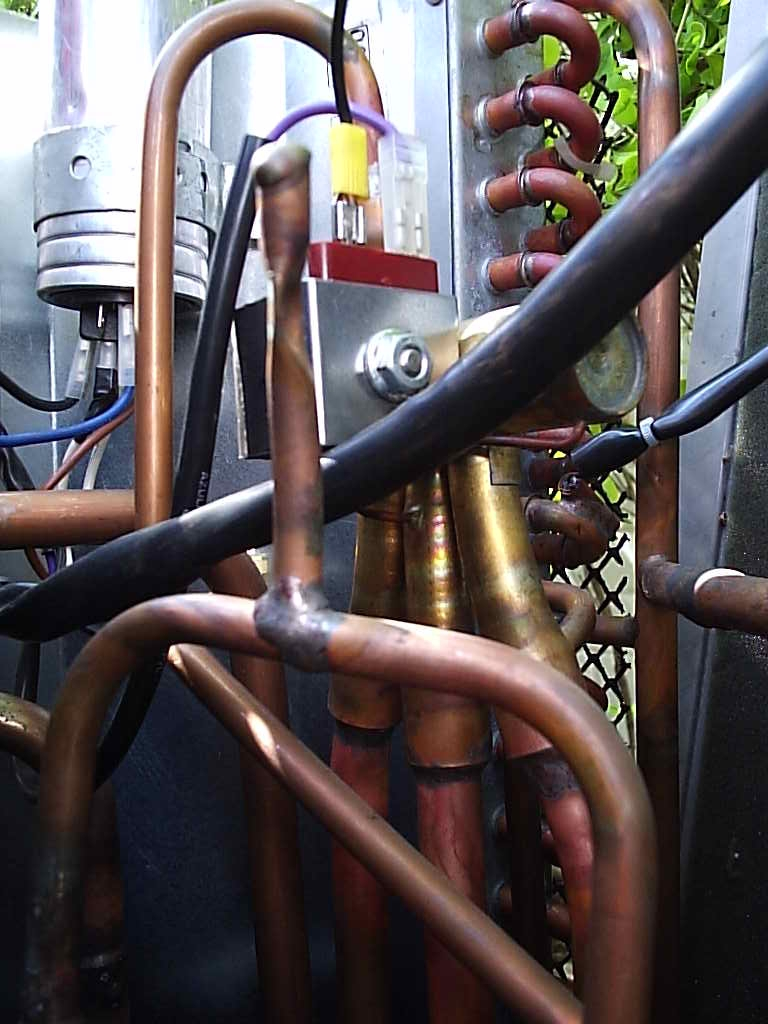
Vàlvula inversora de cicle o "vàlvula de quatre vies".

Una bomba de calor de refrigeració per compressió de vapor empra un fluid refrigerant amb un baix punt d'ebullició. Aquest requereix energia (anomenada calor latent) per evaporar-se, i extreu aquesta energia del seu voltant en forma de calor.
El fluid refrigerant a baixa temperatura i en estat gasós passa per un compressor, el que n'eleva la pressió augmentant així la seva energia interna. Aquest, en passar per l'intercanviador de calor anomenat condensador, cedeix calor al focus calent perquè encara està més calent que aquest, i en ell canvia el seu estat a líquid. Després se'l fa passar per una vàlvula d'expansió, on recupera la pressió inicial i es refreda bruscament. Després passa per un altre intercanviador de calor, l'evaporador, on absorbeix calor del focus fred, ja que està més fred que aquest focus. El fluid, que s'ha evaporat, torna al compressor, tancant-se el cicle.
La vàlvula inversora de cicle o vàlvula inversora de quatre vies es troba a la sortida (o descàrrega) del compressor i, segons la temperatura del medi a climatitzar (sense la pressió de refrigerant abans d'entrar al compressor), inverteix el flux del refrigerant.

## Rendiment
El rendiment tèrmic és a dir la quantitat de calor que es pot bombar depèn de la diferència de temperatura entre els focus fred i calent. Com més gran sigui aquesta diferència, menor serà el rendiment de la màquina. Les bombes tèrmiques tenen un rendiment, anomenat COP (coefficient of performance, en català també se'l coneix com Coeficient d'Operació) més gran que la unitat. El COP s'anomena també Factor de Rendiment (FR) o coeficient d'ampliació (CA). Encara que això pot semblar impossible, és perquè en realitat s'està movent calor utilitzant energia, en lloc de produir calor com en el cas de les resistències elèctriques. Una part molt important d'aquesta calor es pren de l'entalpia de l'aire atmosfèric. En tota bomba de calor es verifica que la calor transmesa al focus calent és la suma de la calor extreta del focus fred més la potència consumida pel compressor, que es transmet al fluid.
Atès que l'efecte útil d'una bomba de calor depèn del seu ús, hi ha dues expressions diferents del COP. Si la màquina s'està utilitzant per refrigerar un ambient, l'efecte útil és la calor extreta del focus fred:
Si la bomba de calor està usant per escalfar una zona, l'efecte útil és la calor introduïda:
Una bomba de calor típica té un  COP  d'entre dos i sis, depenent de la diferència entre les temperatures d'ambdós focus.